# Дом Шульмана
Дом Шульмана — историческое здание XIX века в Минске, памятник архитектуры (номер 711Е000001). Расположен по адресу: Революционная улица, дом 8.

## История
Здание было построено на Койдановской улице купцом Шмуилом Евзеровичем Шульманом в 1880-е гг. после большого городского пожара, уничтожившего прежнюю застройку участка. В 1903 году дом реконструирован, при этом перепланирован первый этаж. В 1907 году дом перешёл к мещанину Израилю Нотовичу Аксельроду. По состоянию на 1910 год, на первом этаже было три магазина, а также банковская контора Лившица, известная как торговый дом «Г. А. Лившиц». Остальные помещения (второй и третий этаж) были жилыми. После 1920 года дом был национализирован, в нём разместились разные учреждения. В 1930-е годы здание реконструировано: изменены декор фасадов, выполнена перепланировка. В годы Великой Отечественной войны дом не пострадал. После войны в нём размещались ремонтно-строительная контора и проектный институт. В конце XX века в доме открылась первая в Белоруссии частная радиостанция «Радио 101.2».

## Архитектура
В здании четыре этажа (четвёртый этаж надстроен в начале XX века, по другим данным — после войны). Имеется прямоугольный арочный проезд во двор в левой части здания. Третий и четвёртый этажи разделяет сложный карниз с сухариками. Фасад расчленён высокими пилястрами с капителями. Окна имеют прямоугольную форму, а на 3-м этаже чередуются с более высокими полуциркульными окнами.